# Zahra Khanlari
 (août 2024).
Œuvres principales
- Farhang-e adabiyāt-e jahān (1999)

Zahra Khanlari (en persan : زهرا خانلری, Zahrā Ḵānlari), née Kia en janvier 1913 (1291 S. H.) à Téhéran et morte en juin 1990 (1369 S. H.) dans la même ville, est une autrice, traductrice et universitaire iranienne.
Petite-fille du cheikh al-Islam et ayatollah Fazlollâh ibn Abbas Nouri (1843-1909), après des études brillantes, Zahra Khanlari commence une carrière dans l'instruction publique en 1939. Spécialiste de la littérature persane, elle enseigne l'histoire du persan entre 1957 et 1965 à l'université de Téhéran.
Zahra Khanlari collabore à la revue littéraire et culturelle Sokhan, fondée en 1942 par le linguiste Parviz Natel Khanlari, qu'elle avait épousé en 1941. Quand celui-ci est nommé ministre de la Culture en 1962, elle participe à l'uniformisation des manuels scolaires iraniens. En 1999, son ouvrage Farhang-e adabiyāt-e jahān est publié à titre posthume et en 2016, plusieurs de ses œuvres restent inédites.

## Biographie

### Famille et éducation
Zahra Kia naît en 1913, dans le quartier Sangelaj de Téhéran, capitale de l'empire kadjar, du mariage entre ʿEṣmat-al-Ḥājia Borujerdi et Mirzā Hādi Nuri. Sa famille est originaire de Nour, ville du Mazandéran, Zahra Kia est la petite-fille du cheikh al-Islam et ayatollah Fazlollâh ibn Abbas Nouri (1843-1909), figure politique importante exécutée durant la Révolution constitutionnelle persane (1905-1911).
En 1924, après avoir quitté l'école primaire Nāmus, établissement musulman féminin ouvert en 1909, Kia continue sa scolarité au Centre éducatif central (en persan : دارالمعلمات مرکزی, Dār-al-Moʿalemāt-e Markazi), établissement féminin ouvert en 1921. En 1935, elle entre à l'Institut Ali (en persan : دانش سرای عالی, Dānešsarā-ye ʿĀli), lieu de formation des enseignants du lycée et aujourd'hui l'université Kharazmi.
En 1939, Kia est l'une des premières femmes iraniennes à recevoir un diplôme universitaire. En 1941, Kia intègre la formation de l'université de Téhéran pour devenir spécialiste de la littérature persane. Son mémoire, Sabk-e adabi-e tavārikh tā qarn-e nohom-e hejri (« Les genres littéraires de l'Histoire jusqu'au IXe siècle »), est supervisé par Mohammad Taghi Bahar et est reçu avec une mention honorifique. La même année, elle épouse le linguiste Parviz Natel Khanlari. Le couple a deux enfants : Tarāneh, née en 1946, et Ārmān, né en 1951 et mort en 1959 d'une leucémie.

### Carrière professorale
En 1939, après avoir travaillé pendant près de deux ans comme bibliothécaire à l’Institut Pasteur d'Iran, la jeune femme commence à enseigner au lycée Parvin puis à l'Institut préparatoire Dokhtaran (en persan : دانش سرای مقدماتی دوتاران, Dānešsarā-ye Moqadamāti-e Doḵtarān). En 1946, Khanlari est nommée principale du lycée Nurbakhsh, rebaptisé plus tard Reżā-Shah-Kabir.
En 1957, Khanlari devient professeure adjointe à l'université de Téhéran, où elle enseigne l'Histoire de la langue persane, puis elle prend sa retraite en 1965.

### Engagement politique et social
En 1942, Ṣafiya Firuz et Fāṭema Sayyāḥ fondent le Parti des femmes iraniennes (en persan : حزب زنان ایران, Ḥezb-e zanān-e Iran), Zahra Khanlari devient la secrétaire du conseil d’administration du parti. En 1946, il change de nom pour Conseil des femmes iraniennes (en persan : شورای زنان ایران, Šowrā-ye zanān-e Irān), mais toujours avec l’objectif de promouvoir et de sensibiliser à l’éducation et à la condition sociale des femmes.
Avec un groupe d'autres chercheurs, Khanlari visiste les écoles et maison d'éditions françaises et britanniques afin d'étudier leurs manuels scolaires et diffuser leur uniformisation. Parviz Natel Khanlari est nommé ministre iranien de la culture en 1962 et, de retour en Iran en 1963, elle rejoint l'Organisation du livre (en persan : سازمان کتابهای درسی, Sāzmān-e Ketābhā-ye Darsi), une des deux entités affiliées au ministère de la Culture, jouant un rôle important pour l'uniformisation des manuels scolaires.

### Carrière littéraire
Zahra Khanlari participe à l'élaboration des Chefs-d'œuvre de la littérature persane (en persan : شاهکارهای ادبیات فارسی, Šāhkārhā-ye adabiyāt-e fārsi), anthologie de textes classiques, avec illustrations, annotations et glossaires, publiée en 1942 par le Bureau des publications et des affaires culturelles de l’université de Téhéran. L'ouvrage remporte le prix UNESCO en Iran et a été traduit en plusieurs langues, dont l’arabe, le chinois et l’ourdou.
Zahra Khanlari contribue régulièrement à Sokhan, revue mensuelle de littérature et de culture fondée par son époux en 1942. Elle a rédigé environ 40 articles, en écrivant des nouvelles originales ou entre traduisant des poèmes et des nouvelles, ainsi que des articles sur la littérature occidentale. Durant sa retraite, Khanlari continue d'écrire et de traduire. En 1999, son ouvrage Farhang-e adabiyāt-e jahān (en persan : فرهنگ ادبيات جهان, Culture littéraire mondiale) est publié à titre posthume, et en 2016, plusieurs de ses œuvres restent inédites.